# Pietra di Coadry
In araldica il termine pietra di Coadry indica una particolare forma di croce che rappresenta un tipo di pietra caratteristica della zona del Finistère, in particolare del comune di Scaër, dove sono frequenti nelle vicinanze della cappella di Coadry. Le pietre di Coadry, dette anche pietre di Coray, pietre di croce o crocette di Bretagna, sono delle stauroliti. Queste pietre sono ritenute un potente portafortuna e sono spesso incastonate anche in gioielli e bigiotteria.

un palo ondato d'azzurro accostato da due pietre di Coadry
d'azzurro, alla pietra di Coray d'oro e di nero, al capo ondato d'oro caricato di tre moscature d'armellino
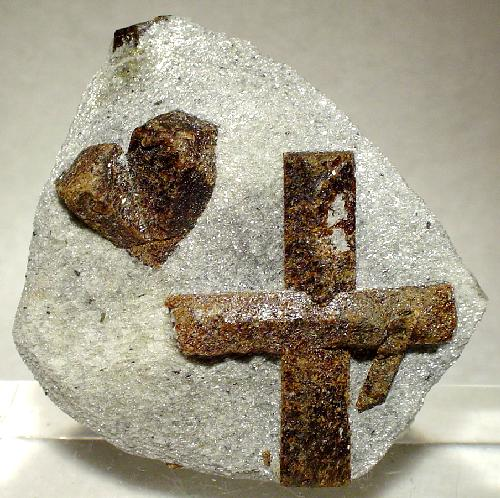
Staurolite